# Claude Croté
Claude Croté, né le 14 avril 1938 à Namur et mort le 28 juillet 2013 dans la même ville, est un footballeur international belge actif durant les années 1950 et 1960. Il occupait le poste d'ailier droit.

## Carrière
Claude Croté débute en équipe première de l'Union Royale Namur en 1954 alors qu'il n'est âgé que de seize ans. Il est recruté par le RFC Liégeois en 1958, qui l'échange contre cinq joueurs et une compensation financière supplémentaire. Il forme alors le trio d'attaque liégeois avec Jean-Marie Letawe sur l'aile gauche et Victor Wégria au centre, qui sera sacré quatre fois meilleur buteur du championnat. Avec les « Sang et marine », il est deux fois vice-champion de Belgique en 1959 et 1961. Lors de cette saison, il est convoqué en équipe nationale pour disputer la rencontre de qualification pour la Coupe du monde 1962 face à la Suède. Le match se solde sur une défaite 0-2 des Belges et Claude Croté ne sera plus jamais rappelé.
Il participe également à l'épopée en Coupe des villes de foires 1963-1964, où le club atteint les demi-finales. Lors du match retour des huitièmes de finale face à Arsenal, il inscrit le premier but de son équipe, ouvrant la voie à la qualification.
En 1965, il décide de quitter Liège après avoir disputé 155 matches de première division et inscrit douze buts, et retourne à l'UR Namur, actif en Division 2. Deux ans plus tard, le club bascule en troisième division, ce qui n'empêche pas le joueur de rester fidèle à ses couleurs. Il joue encore cinq ans puis prend sa retraite sportive en 1972. Il décède le 28 juillet 2013.

## Palmarès
- International en 1961 (1 sélection)

## Sélections internationales
Claude Croté joue un match avec l'équipe nationales des moins de 19 ans le 12 avril 1958, deux jours avant son anniversaire. En juin 1959, il est repris pour un match avec les espoirs. Il ne dispute qu'un match avec les « Diables Rouges », le 4 octobre 1961 contre la Suède dans le cadre des qualifications pour la Coupe du monde 1962.
| Date      | Compétition                       | Adversaire | Lieu      | Score |
| --------- | --------------------------------- | ---------- | --------- | ----- |
| 4/10/1961 | Éliminatoires Coupe du monde 1962 | Suède      | Bruxelles | 0-2   |